# Daisuke Itō
Itō Daisuke (Uwajima, 12 ottobre 1898 – Kyoto, 19 luglio 1981) è stato un regista e sceneggiatore giapponese che ha avuto un ruolo fondamentale nello sviluppo del genere jidai-geki e chambara moderno..

## Biografia
Dopo il diploma di scuola media, abbandonò gli studi superiori per la morte del padre e cominciò a lavorare come disegnatore presso l'arsenale navale di Kure. Interessato inizialmente al teatro, si iscrisse alla scuola di recitazione della Shochiku ma, incoraggiato da Kaoru Osanai, cominciò a scrivere sceneggiature (ne lasciò circa 50 alla compagnia cinematografica) e nel 1924 debuttò come regista con Shuchu nikki (酒中日記, t.l. Diario del sakè). Dopo aver lasciato la Shochiku e lavorato per altre piccole compagnie indipendenti, entrò alla Nikkatsu dove i suoi film in costume ottennero un largo successo.
Alla base di questo successo vi erano diversi fattori: una sceneggiatura meticolosa al servizio di un regista di talento, l'interpretazione di Denjirō Ōkōchi, suo attore-feticcio, e le "acrobazie" dell'operatore Hiromitsu Karasawa che, attraverso le riprese con la camera a mano, seguiva i personaggi in maniera agile. Questo utilizzo inedito della cinepresa, a volte ottenuto addirittura legando la camera al proprio corpo, divenne ben presto una caratteristica dei film chambara. Itō dedicava inoltre la massima attenzione al montaggio componendo le varie sequenze secondo un ritmo sostenuto che induceva gli spettatori a una grande attenzione.
Una consistente dose di violenza spettacolare e la furia omicida dei personaggi ripresa ad alta velocità fece sì che una larga fascia di pubblico giovanile si avvicinasse ai suoi film.
Significativa è la trilogia Chūji tabi nikki (忠次旅日記, Diario di viaggio di Nikki) (1927), a lungo considerata perduta fino al 1991, quando furono ritrovate lunghe sequenze della seconda e terza parte. 
Le pellicole di Itō descrivevano le gesta di eroi popolari che, delusi dal tradimento dei valori in cui credevano, diventavano dei fuorilegge in lotta contro l'intera società. Dopo il 1928, i temi di denuncia si fecero ancora più evidenti: Zanjin zanbaken (斬人斬馬剣, Spada tagliente) denunciava lo sfruttamento delle classi più deboli. L'opera del regista fu posta sotto l'attenzione delle autorità che, ravvisandovi un'influenza del pensiero socialista, impose il taglio di 300 metri di pellicola.
Con il passaggio dal muto al sonoro, la censura pose ancora maggiori limitazioni all'autonomia del regista, che si spostò gradualmente sul melodramma e svuotò i suoi film successivi della spinta anarchica iniziale, anche se non trascurò mai l'interesse per i temi sociali. La sua carriera proseguì anche dopo la seconda guerra mondiale, ma sempre più a rilento. I due più grandi successi di pubblico furono Surōnin makaritōru (素浪人罷通る, Il rōnin senza rivali) (1947) e Oshō (王将) (1948). Tra i film successivi, molti furono remake dei suoi stessi titoli. La sua carriera termina con Bakumatsu (幕末), girato nel 1970.

## Filmografia parziale
- Shuchū nikki (酒中日記, t.l. Diario del sakè) (1924)
- Chōkon (長恨, t.l. Grande rancore) (1926)
- Chūji tabi nikki : Kōshū satsujin hen (忠次旅日記, t.l. Diario di viaggio di Nikki) (1927) film in tre parti
- Gerō (下郎, t.l. Gero) (1927)
- Chikemuri Takadanobaba (血煙高田馬場, t.l. Fumo di sangue a Takadanobaba) (1928)
- Shinpan Ōoka seidan (新版大岡政談, t.l. Il processo a Ooka) (1928) film in tre parti
- Zanjin zanbaken (斬人斬馬剣, t.l. La spada tagliente) (1929)
- Samurai Nippon (侍ニッポン 前篇,t.l. Samurai giapponese) (1931) film in due parti
- Oatsurae Jirokichi Koshi (御誂治郎吉格子, t.l. Labirinto di Jirokichi) (1932)
- Tange Sazen (丹下左膳, t.l. Tange Sazen) (1933 e 1934) film in due parti
- Chūshingura (忠臣蔵, t.l. Chūshingura) (1934)
- Surōnin makaritōru (素浪人罷通る, t.l. Un rōnin si aggira) (1947)
- Ōshō (王将, t.l. Ōshō) (1948)
- Re mizeraburu: Kami to akuma (レ・ミゼラブル 第一部, I miserabili: prima parte) (1950)
- Shunkin monogatari (春琴物語, t.l. La storia di Shunkin) (1954)
- Onna to kaizoku (女と海賊, t.l. La donna e il pirata) (1959)
- Bakumatsu (幕末, t.l. La fine dello shōgun) (1970)